# J-cref
J-crefは、Microsoft Windows向けの美しいUIとアイコンを持つテキストエディタである。シェアウェアとして配布されている。かつては、一部機能制限バージョンがフリーウェアとしても配布されていた。
タブを利用して、複数のファイルをタブブラウザのように表示させ、それを編集することが出来る、いわゆるタブエディタである。Delphi製。

## 概要
当初はシェアウェア、およびプロジェクト管理機能を省いたものがフリーウェアとして配布されていた。その後、シェアウェア版はJ-cref v2にバージョンアップする。さらに、2007年1月7日にはJ-cref v3が公開され、これまでのJ-cref v2、J-cref v1は開発が終了した（機能追加は行わず、バグ修正には応じるとのこと）。
なお、シェアウェアとしての試用期限は最初に起動してから30日間である。それを過ぎても機能に制限はないが、ライセンスキー登録を促すダイアログが表示される。
現在、作者が新しく開発したGinnieに移行している。そのため、J-crefはシェアウェアという位置づけ自体は変更がないが、一切の制限が無くなっている。ライセンスキー登録を促すダイアログも廃止されている。

## 機能
J-crefには、以下の機能が存在する。
- タブを利用したマルチ編集機能。
- 予約語などの色分け機能。
- JScript、およびVBScriptに対応したマクロ。ActivePerlやActiveRuby、Pythonがインストールされていれば、これらの言語にも対応する。
- 詳細な設定が可能（ほぼ全ての機能にショートカットキーを割り当てられる、など）。
- プロジェクト管理機能を搭載している。
- 内部コードがUnicodeであるので、Shift-JISにない文字を扱える（v3より。また、日本語環境での使用を前提としているため、外国語は表示できない場合がある）。
- ファイルタイプ設定ファイルを追加することにより後から対応形式を増やすことが可能。
- ファイルタイプのキーワード１を元に補完定義ファイルを作成する機能。